# Protodrilus corderoi
Protodrilus corderoi är en ringmaskart som beskrevs av Ernst Marcus 1948. Protodrilus corderoi ingår i släktet Protodrilus och familjen Protodrilidae. Inga underarter finns listade i Catalogue of Life.